# Po čem ženy touží
Po čem ženy touží, anglicky What Women Want, je americká romantická filmová komedie s fantasy prvky z roku 2000 režisérky a producentky Nancy Meyersové s Melem Gibsonem a Helen Huntovou v hlavní roli. Jde o jeden z nejvýdělečnějších filmů všech dob, který byl režírován ženou.
Snímek je postaven na myšlence proměny mužského myšlení v hypotetickém případě, že by nějaký muž mohl někdy slyšet, co si ženy
v duchu vlastně myslí, ale otevřeně to nahlas neříkají. Jde o zajímavou konfrontaci mužské a ženské mentality i sexuální role ve velmi nezvyklé situaci.

## Děj
Nick je rozvedený muž (Mel Gibson) se v středních letech, z předchozího manželství má dospívající patnáctiletou dceru Alex (Ashley Johnson) a zaměstnán je ve významné reklamní agentuře. Žen se nikterak nestranní, ba naopak, každou chvíli má nějakou novou chvilkovou známost (ostatně mezi mnoha ženami lehčích mravů strávil celé své dětství). V zaměstnání má být brzy povýšen, nicméně jeho šéf Dan (Alan Alda) přijme na jeho šéfovské místo zcela novou pracovnici Darcy (Helen Huntová). Ta Nickovi i všem ostatním svým podřízeným zadá práci při propagaci dámských kosmetických potřeb a prádla. Nick se pokouší něco vymyslet, testuje ženské punčocháče a další předměty. Během prudké bouře však zničehonic jeho mysl začne "slyšet" to, co si ženy v duchu myslí aniž by to vyslovily nahlas. To jej velice deprimuje, neboť najednou slyší nejen všechny své milenky, svoji dceru, své sekretářky a všechny spolupracovnice v zaměstnání, ale vůbec všechny myšlenky všech žen, které potkává na ulici, v obchodech a vůbec všude kam vkročí. To ho velice deprimuje a ničí, neboť se o sobě dovídá mnoho velmi nepěkných věcí. Nicméně po nějaké době zjistí, že to má i své velké kladné stránky. Nejenže nyní mnohem lépe chápe svoji patnáctiletou dceru, se kterou si před tím vůbec nerozuměl, ale pozná i tajná přání a skryté myšlenky jemu podřízených spolupracovnic, ba co víc, efektivně se mu daří krást myšlenky své nové jinak velmi schopné šéfové Darcy, která se mu moc líbí a postupně se do ní zamiluje. Své mimořádné schopnosti začne využívat ve svůj prospěch a její myšlenky a nápady pak prezentovat jako své vlastní a tím ji nakonec poníží, ztrapní a znemožní natolik, že jí je donucen nakonec Dan propustit. Po čase sice svoji mimořádnou schopnost během další prudké bouře ztratí (ke své velké úlevě), ale jeho vnímavost a pochopení pro potřeby žen mu už zůstane. Nicméně Nick si Darcy zamiluje natolik, že šéfovi Danovi i jí samotné nakonec všechno přizná a ona mu z lásky tuto "špinavost" nakonec odpustí. Nick přemluví ředitele Dana, aby ji vzal zpět a celý příběh skončí pravým hollywoodským happyendem.

## Hrají
- Mel Gibson – Nick Marschall
- Helen Hunt – Darcy Maguireová
- Marisa Tomei – Lola
- Mark Feuerstein – Morgan Farwell
- Alan Alda – Dan Wanamaker
- Lauren Holly – Gigi
- Ashley Johnson – Alex Marshallová
- Judy Greer – Erin
- Delta Burke – Eve
- Valerie Perrine – Margo
- Lisa Edelstein – Dina
- Sarah Paulson – Annie
- Ana Gasteyer – Sue Cranstonová
- Loretta Devine – Flo
- Diana-Maria Riva – Stella
- Eric Balfour – Cameron
- Dana Waters – Nickova matka
- Bette Midler – psycholožka Perkinsová

## Tvůrčí tým
- režie: Nancy Meyers
- námět: Josh Goldsmith, Cathy Yuspa, Diane Drake
- scénář: Josh Goldsmith, Cathy Yuspa
- kamera: Dean Cundey
- hudba: Alan Silvestri
- výprava-architekt: Jon Hutman
- kostýmy: Ellen Mirojnick
- střih: Stephen A. Rotter, Thomas J. Nordberg
- zvuk: David MacMillan